# Teste da chama
O teste de chama ou prova da chama é um procedimento utilizado na Química e também na Física para detectar a presença de alguns íons metálicos, baseado no espectro de emissão característico para cada elemento.

O teste envolve a introdução da amostra numa chama e a observação da cor resultante. As amostras geralmente são manuseadas com um fio de platina previamente limpo com ácido clorídrico para retirar resíduos de analitos anteriores.

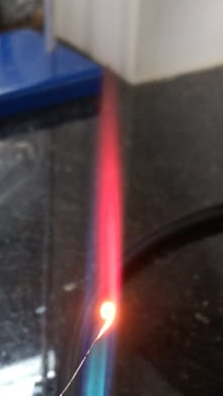
Chama de Estrôncio Vermelho Carmesim

O teste de chama é baseado no fato de que quando uma certa quantidade de energia é fornecida a um determinado elemento químico (no caso da chama, energia em forma de calor), alguns elétrons da última camada de valência absorvem esta energia passando para um nível de energia mais elevado, produzindo o que chamamos de estado excitado. Quando um desses elétrons excitados retorna ao estado fundamental, ele libera a energia recebida anteriormente em forma de radiação. Cada elemento libera a radiação num comprimento de onda característico, pois a quantidade de energia necessária para excitar um elétron é única para cada elemento. A radiação liberada por alguns elementos possui comprimento de onda na faixa do espectro visível, ou seja, o olho humano é capaz de enxergá-las através de cores. Assim, é possível identificar a presença de certos elementos devido à cor característica que eles emitem quando aquecidos numa chama.
A temperatura da chama do bico de Bünsen é suficiente para excitar uma quantidade de elétrons de certos elementos que emitem luz ao retornarem ao estado fundamental de cor e intensidade, que podem ser detectados com considerável certeza e sensibilidade através da observação visual da chama.
O teste de chama é rápido e fácil de ser feito, e não requer nenhum equipamento que não seja encontrado normalmente num laboratório de química. Porém, a quantidade de elementos detectáveis é pequena e existe uma dificuldade em detectar concentrações baixas de alguns elementos, enquanto que outros elementos produzem cores muito fortes que tendem a mascarar sinais mais fracos.
O sódio, que é um componente ou contaminante comum em muitos compostos, produz uma cor amarela intensa no teste de chama que tende a dominar sobre as outras cores. Por isso, a cor da chama geralmente é observada através de um vidro de cobalto azul para filtrar o amarelo produzido pelo sódio e permitir a visualização de cores produzidas por outros íons metálicos.
O teste de chama apenas fornece informação qualitativa. Dados quantitativos, sobre a proporção dos elementos na amostra, podem ser obtidos por técnicas relacionadas a fotometria de chama ou espectroscopia de emissão.

## Cores de alguns elementos no teste de chama
| Símbolo  | Nome                   | Cor               |
| -------- | ---------------------- | ----------------- |
| Al       | Alumínio               | Branco-prateado   |
| As       | Arsênio                | Azul              |
| B        | Boro                   | Verde             |
| Ba       | Bário                  | Verde-amarelado   |
| Bi       | Bismuto                | Azul              |
| Ca       | Cálcio                 | Vermelho-tijolo   |
| Cs       | Césio                  | Violeta azulada   |
| Cu (I)   | Cobre (I)              | Azul              |
| Cu (II)  | Cobre (II)(não-haleto) | Verde             |
| Cu (II)  | Cobre (II)(haleto)     | Verde azulado     |
| Fe (II)  | Ferro (II)             | Dourado           |
| Fe (III) | Ferro (III)            | Marrom alaranjado |
| Ga       | Gálio                  | Azul              |
| Hg       | Mercúrio               | Vermelho          |
| In       | Índio                  | Azul              |
| K        | Potássio               | Lilás             |
| Li       | Lítio                  | Vermelho carmesim |
| Mg       | Magnésio               | Branco brilhante  |
| Mn (II)  | Manganês (II)          | Verde amarelado   |
| Mo       | Molibdênio             | Verde azulado     |
| Na       | Sódio                  | Amarelo           |
| P        | Fósforo                | Verde turquesa    |
| Pb       | Chumbo                 | Branco azulado    |
| Ra       | Rádio                  | Vermelho carmesim |
| Rb       | Rubídio                | Vermelha          |
| Sb       | Antimônio              | Rosa pálido       |
| Sc       | Escândio               | Vermelho          |
| Se       | Selênio                | Roxo celeste      |
| Sr       | Estrôncio              | Vermelho carmesim |
| Te       | Telúrio                | Verde pálido      |
| Tl       | Tálio                  | Verde puro        |
| Zn       | Zinco                  | Verde turquesa    |

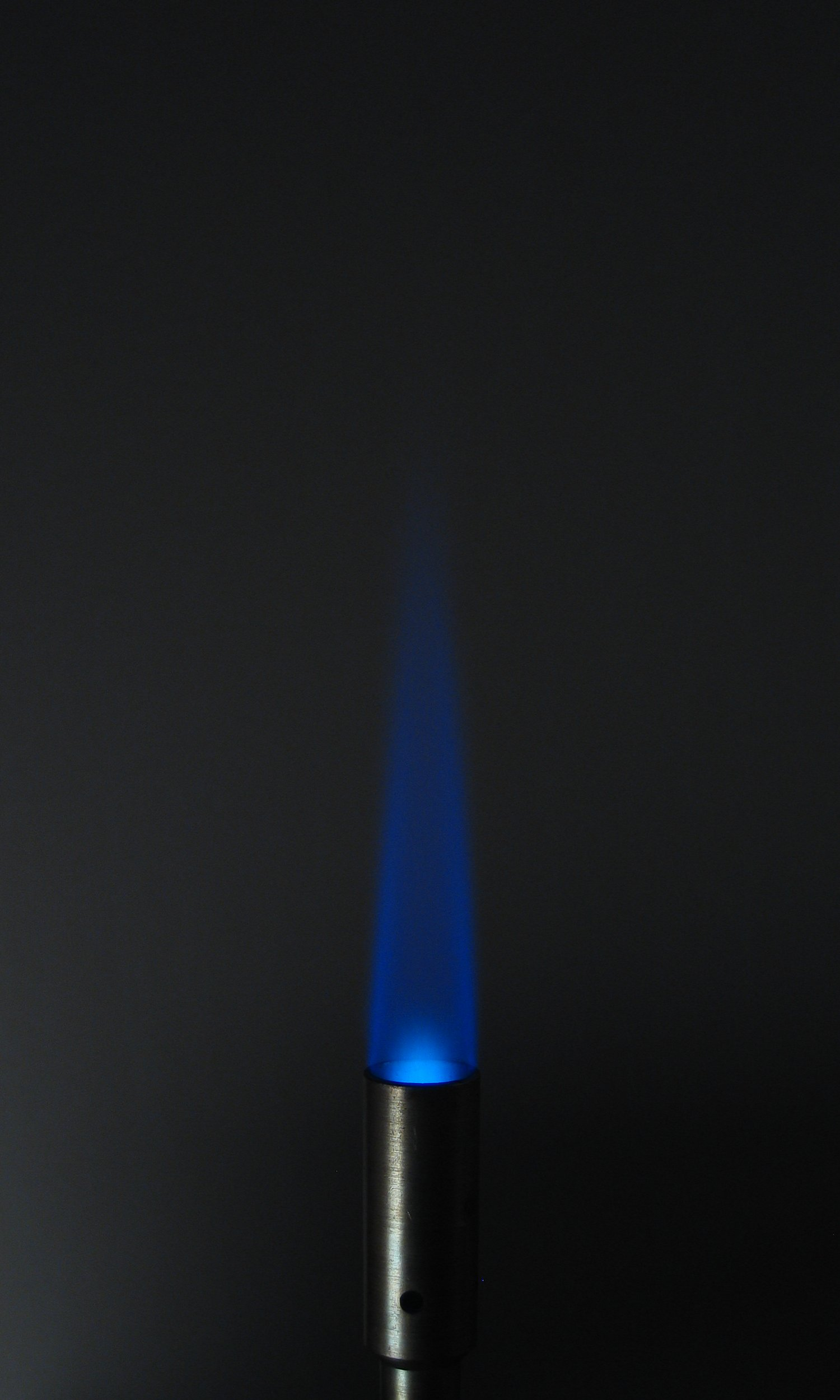
Chama de gás
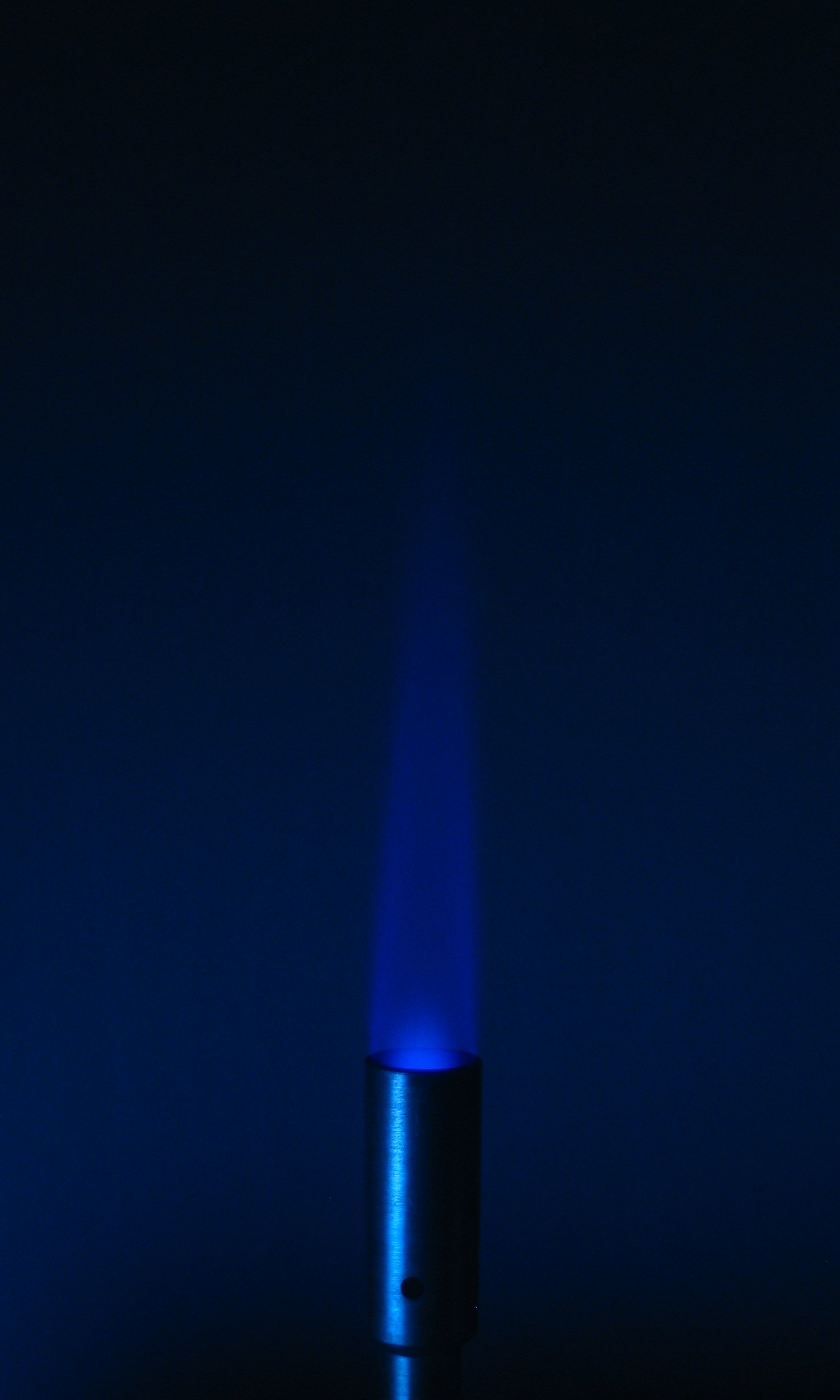
Chama vista através de um vidro de cobalto
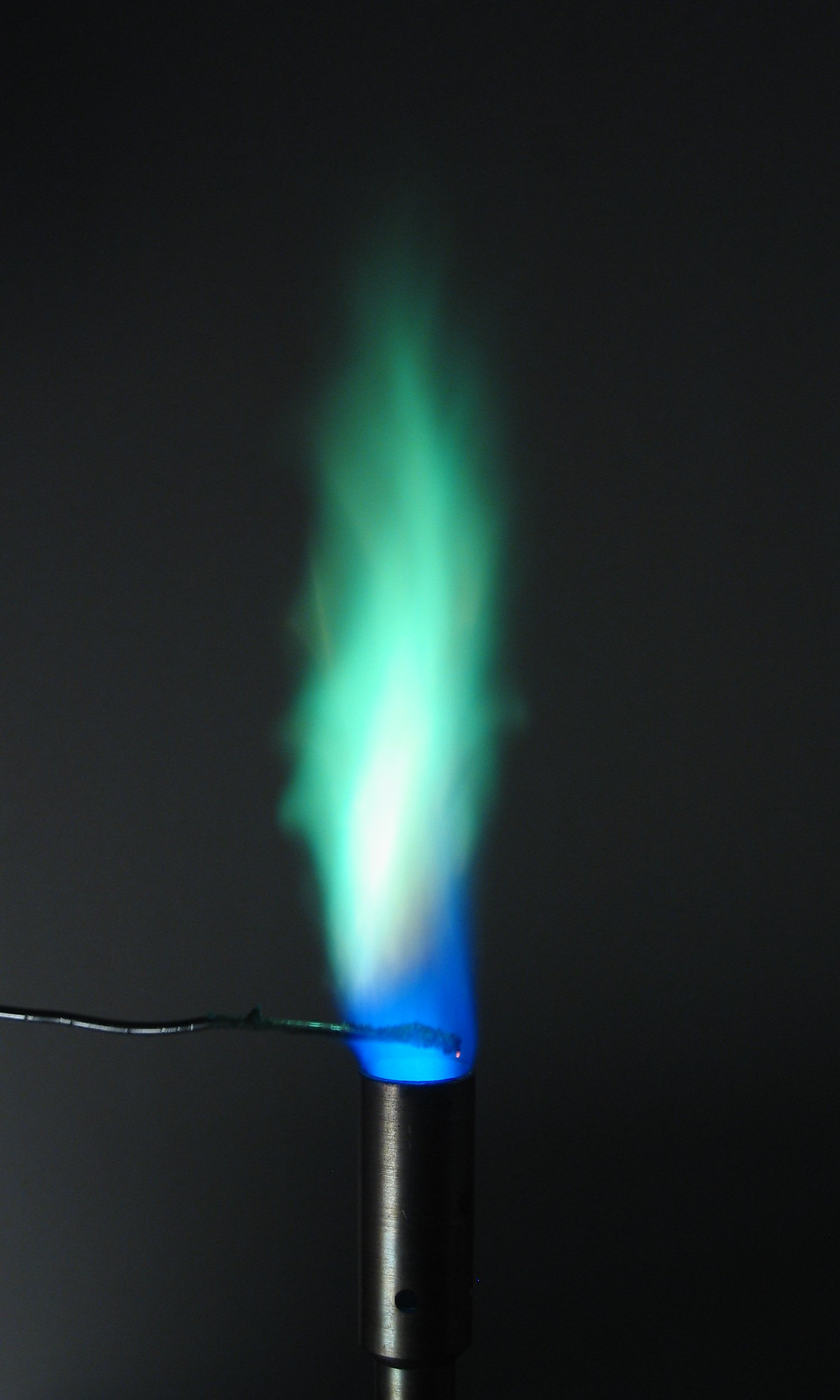
Teste de chama para o sulfato de cobre
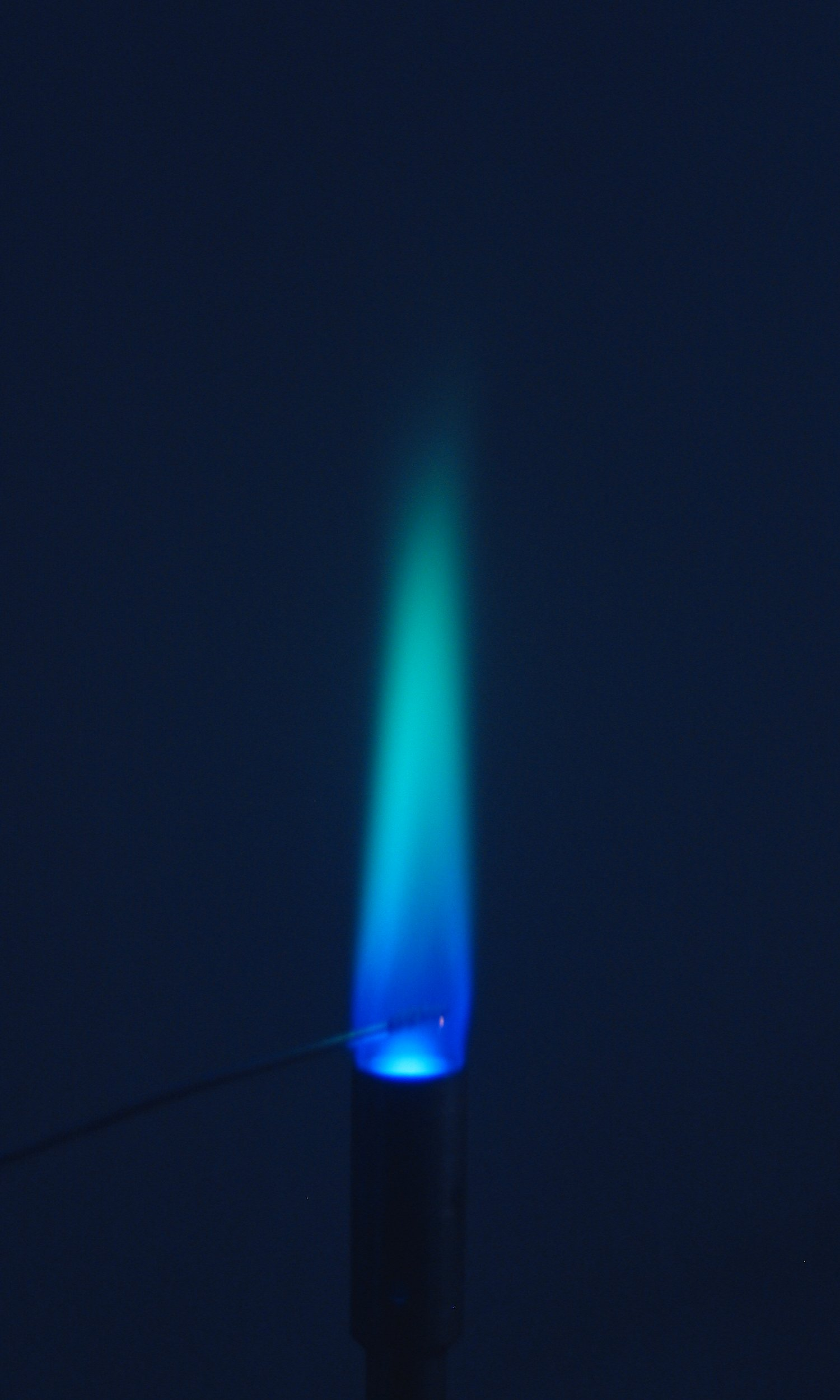
Teste de chama do sulfato de cobre visto através do vidro de cobalto
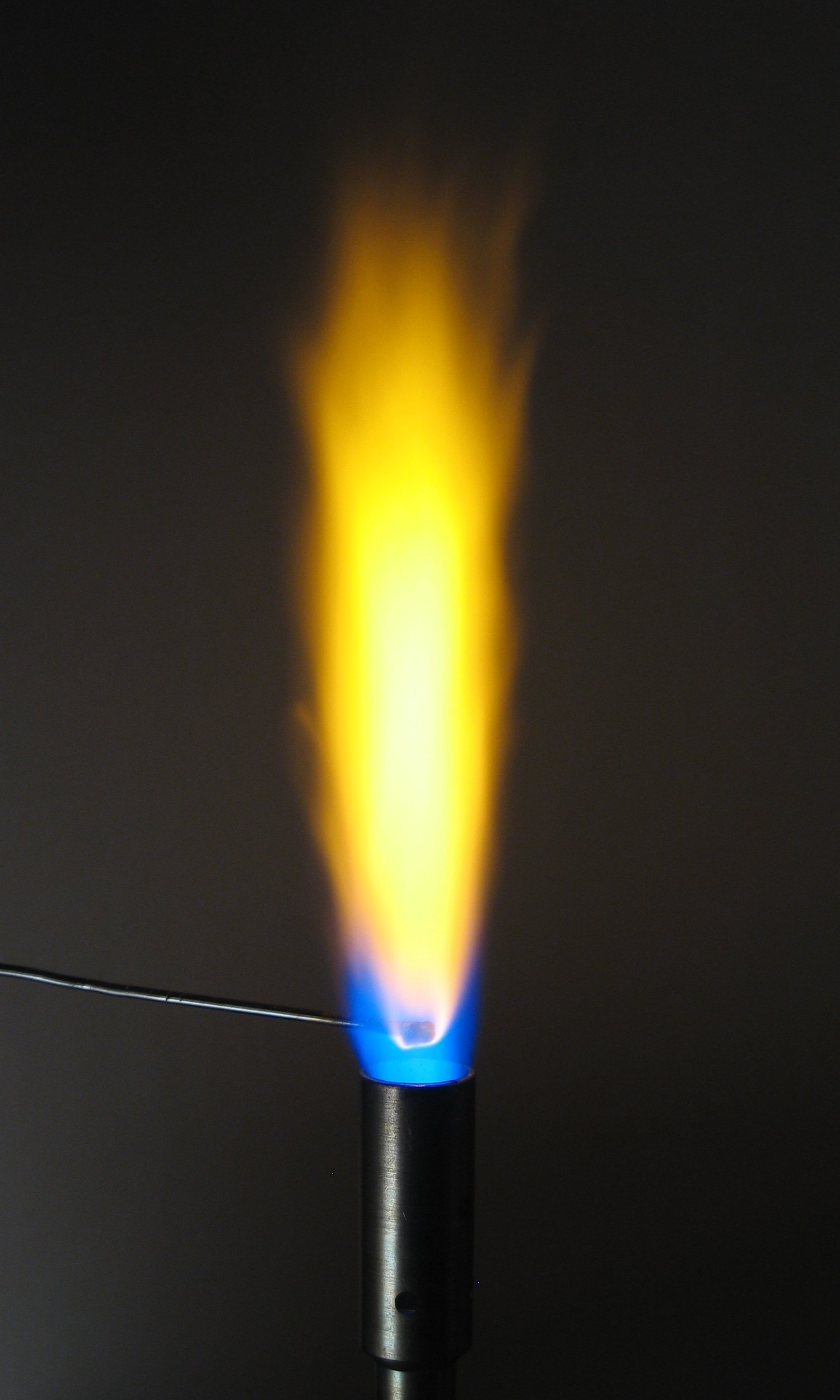
Teste de chama do carbonato de sódio
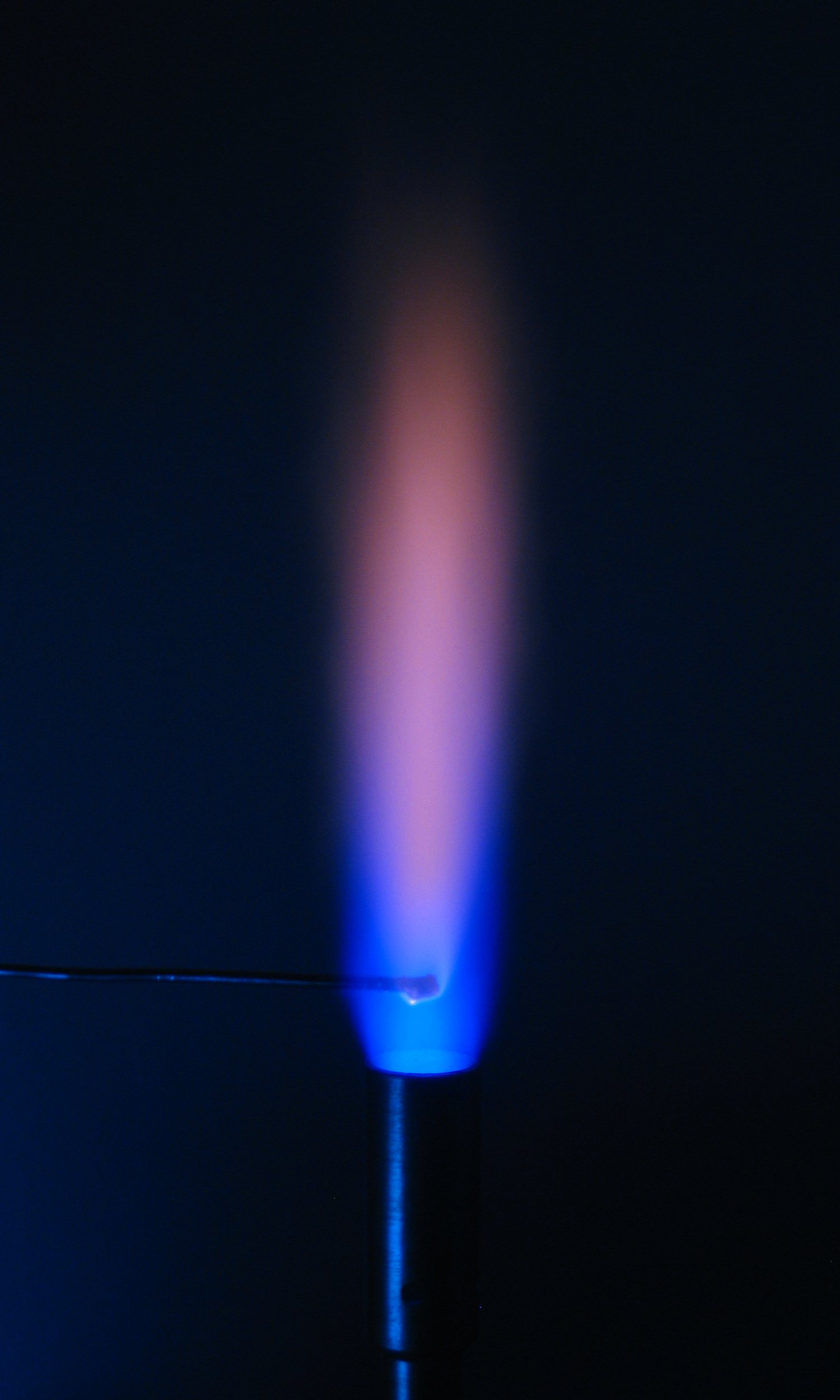
Teste de chama do carbonato de sódio visto através de um vidro de cobalto